# Cupa Cupelor 1960-1961
Prima ediție a Cupei Cupelor s-a disputat în sezonul 1960–61. Având în vedere succesul Cupei Campionilor, a fost destul de logic să se organizeze un turneu similar pentru câștigătoarele cupelor naționale.
Această primă ediție, gândită și organizată de comitetul de organizare al Cupei Mitropa, a fost câștigată de Fiorentina, care a învins într-o finală disputată în sistem tur/retur de Glasgow Rangers.

## Meciuri preliminarii
| Echipa 1             | Total | Echipa 2             | Turul I | Turul II | Baraj |
| -------------------- | ----- | -------------------- | ------- | -------- | ----- |
| ZASK Vorwärts Berlin | 2 – 3 | TJ Steaua Roșie Brno | 2 – 1   | 0 – 2    |       |
| Glasgow Rangers FC   | 5 – 4 | Ferencvárosi TC      | 4 – 2   | 1 – 2    |       |

### Turul I
| ZASK Vorwärts Berlin  | 2 – 1 | TJ Steaua Roșie Brno |
| --------------------- | ----- | -------------------- |
| Kohle 42' Nöldner 48' |       | Bubník 77'           |

| Glasgow Rangers FC                  | 4 – 2 | Ferencvárosi TC            |
| ----------------------------------- | ----- | -------------------------- |
| Davis 52' Millar 57', 86' Brand 73' |       | Orosz 17' Friedmanszky 79' |

### Turul II
| TJ Steaua Roșie Brno   | 2 – 0 | ZASK Vorwärts Berlin |
| ---------------------- | ----- | -------------------- |
| Bubník 31' Komárek 43' |       |                      |

TJ Steaua Roșie Brno s-a calificat cu scorul general 3–2.
| Ferencvárosi TC            | 2 – 1 | Glasgow Rangers FC |
| -------------------------- | ----- | ------------------ |
| Orosz 18' Friedmanszky 48' |       | Wilson 61'         |

Glasgow Rangers FC s-a calificat cu scorul general 5–4.

## Sferturi de finală
| Echipa 1                             | Total  | Echipa 2                   | Turul I | Turul II | Baraj |
| ------------------------------------ | ------ | -------------------------- | ------- | -------- | ----- |
| TJ Steaua Roșie Brno                 | 0 – 2  | NK Dinamo Zagreb           | 0 – 0   | 0 – 2    |       |
| FK Austria Viena                     | 2 – 5  | Wolverhampton Wanderers FC | 2 – 0   | 0 – 5    |       |
| Borussia VfL 1900 Mönchengladbach eV | 0 – 11 | Glasgow Rangers FC         | 0 – 3   | 0 – 8    |       |
| FC Luzern                            | 2 – 9  | AC Fiorentina SpA          | 0 – 3   | 2 – 6    |       |

### Turul I
| TJ Steaua Roșie Brno | 0 – 0 | NK Dinamo Zagreb |
| -------------------- | ----- | ---------------- |
|                      |       |                  |

| FK Austria Viena        | 2 – 0 | Wolverhampton Wanderers FC |
| ----------------------- | ----- | -------------------------- |
| Riegler 71' Huschek 86' |       |                            |

| Borussia VfL 1900 Mönchengladbach eV | 0 – 3 | Glasgow Rangers FC                          |
| ------------------------------------ | ----- | ------------------------------------------- |
|                                      |       | Millar 23' Alexander Scott 25' McMillan 58' |

| FC Luzern | 0 – 3 | AC Fiorentina SpA    |
| --------- | ----- | -------------------- |
|           |       | Hamrin 32', 35', 81' |

### Turul II
| NK Dinamo Zagreb       | 2 – 0 | TJ Steaua Roșie Brno |
| ---------------------- | ----- | -------------------- |
| Matuš 10' Jerković 15' |       |                      |

NK Dinamo Zagreb s-a calificat cu scorul general 2–0.
| Glasgow Rangers FC                                                          | 8 – 0 | Borussia VfL 1900 Mönchengladbach eV |
| --------------------------------------------------------------------------- | ----- | ------------------------------------ |
| Baxter 2' Brand 17', 44', 51' Pfeiffer 36' (a.g.) Millar 45', 53' Davis 65' |       |                                      |

Glasgow Rangers FC s-a calificat cu scorul general 11–0.
| Wolverhampton Wanderers FC                   | 5 – 0 | FK Austria Viena |
| -------------------------------------------- | ----- | ---------------- |
| Kirkham 1', 26' Mason 35' Broadbent 71', 74' |       |                  |

Wolverhampton Wanderers FC s-a calificat cu scorul general 5–2.
| AC Fiorentina SpA                                        | 6 – 2 | FC Luzern         |
| -------------------------------------------------------- | ----- | ----------------- |
| Antoninho 28', 52', 75' Hamrin 33' (pen.), 46' Milan 38' |       | Frey 43' Hahn 55' |

AC Fiorentina SpA s-a calificat cu scorul general 9–2.

## Semifinale
| Echipa 1           | Total | Echipa 2                   | Turul I | Turul II | Baraj |
| ------------------ | ----- | -------------------------- | ------- | -------- | ----- |
| AC Fiorentina SpA  | 4 – 2 | NK Dinamo Zagreb           | 3 – 0   | 1 – 2    |       |
| Glasgow Rangers FC | 3 – 1 | Wolverhampton Wanderers FC | 2 – 0   | 1 – 1    |       |

### Turul I
| AC Fiorentina SpA                       | 3 – 0 | NK Dinamo Zagreb |
| --------------------------------------- | ----- | ---------------- |
| Antoninho 40' da Costa 69' Lazzotti 80' |       |                  |

| Glasgow Rangers FC  | 2 – 0 | Wolverhampton Wanderers FC |
| ------------------- | ----- | -------------------------- |
| Scott 33' Brand 84' |       |                            |

### Turul II
| NK Dinamo Zagreb         | 2 – 1 | AC Fiorentina SpA |
| ------------------------ | ----- | ----------------- |
| Matuš 15' Haraminčić 18' |       | Petris 50'        |

AC Fiorentina SpA s-a calificat cu scorul general 4–2.
| Wolverhampton Wanderers FC | 1 – 1 | Glasgow Rangers FC |
| -------------------------- | ----- | ------------------ |
| Broadbent 65'              |       | Scott 45'          |

Glasgow Rangers FC s-a calificat cu scorul general 3–1.

## Finala

### Turul I
| Glasgow Rangers FC | Glasgow Rangers FC | AC Fiorentina SpA | AC Fiorentina SpA |
| | \| Finala \| \| 17 mai 1961, ora 19:30 la Glasgow (Ibrox Park) \| \| Scor: 0 – 2 (0 – 1) \| \| Spectatori: 80.000 \| \| Arbitru: Erich Steiner, Austria \|                                                               |                   |                   |
| - Billy Ritchie - Bobby Shearer - Eric Caldow - Harold Davis - Bill Paterson - Jim Baxter - Davie Wilson - Ian McMillan - Alex Scott - Ralph Brand - Bobby Hume Antrenor: Scot Symon | - Enrico Albertosi - Enzo Robotti - Sergio Castelletti - Piero Gonfiantini - Alberto Orzan - Claudio Rimbaldo - Kurt Hamrin - Dante Micheli - Dino da Costa - Luigi Milan - Gianfranco Petris Antrenor: Nándor Hidegkuti |                   |                   |
| 1 – 0 Eric Caldow (18) | 1 – 0 Luigi Milan (12) 2 – 0 Luigi Milan (88) |                   |                   |
| Finala | |                   |                   |
| 17 mai 1961, ora 19:30 la Glasgow (Ibrox Park) | |                   |                   |
| Scor: 0 – 2 (0 – 1) | |                   |                   |
| Spectatori: 80.000 | |                   |                   |
| Arbitru: Erich Steiner, Austria | |                   |                   |

### Turul II
| AC Fiorentina SpA | AC Fiorentina SpA | Glasgow Rangers FC | Glasgow Rangers FC |
| | \| Finala \| \| 27 mai 1961, ora 15:30 la Florența (Comunale) \| \| Scor: 2 – 1 (1 – 0) \| \| Spectatori: 50.000 \| \| Arbitru: Vilmos Hernádi, Ungaria \|                             |                    |                    |
| - Enrico Albertosi - Enzo Robotti - Sergio Castelletti - Piero Gonfiantini - Alberto Orzan - Claudio Rimbaldo - Kurt Hamrin - Dante Micheli - Dino da Costa - Luigi Milan - Gianfranco Petris Antrenor: Nándor Hidegkuti | - Billy Ritchie - Bobby Shearer - Eric Caldow - Harold Davis - Bill Paterson - Jim Baxter - Alex Scott - Ian McMillan - Jimmy Millar - Ralph Brand - Davie Wilson Antrenor: Scot Symon |                    |                    |
| 1 – 0 Luigi Milan (12) 2 – 1 Kurt Hamrin (86) | 1 – 1 Alex Scott (60) |                    |                    |
| Finala | |                    |                    |
| 27 mai 1961, ora 15:30 la Florența (Comunale) | |                    |                    |
| Scor: 2 – 1 (1 – 0) | |                    |                    |
| Spectatori: 50.000 | |                    |                    |
| Arbitru: Vilmos Hernádi, Ungaria | |                    |                    |

## Golgheteri
6 goluri
- Kurt Hamrin (ACF Fiorentina)

5 goluri
- James Millar (Glasgow Rangers)
- Ralph Brand (Glasgow Rangers)